# Mirosław Krzyśko
Mirosław Kazimierz Krzyśko (ur. 26 marca 1942 w Krosinie) – polski matematyk i statystyk, profesor nauk matematycznych. Specjalizuje się w statystyce matematycznej i teorii prawdopodobieństwa. Profesor zwyczajny na Wydziale Matematyki i Informatyki Uniwersytetu im. Adama Mickiewicza w Poznaniu.

## Życiorys
Studia z matematyki ukończył na poznańskim UAM w 1965, gdzie następnie został zatrudniony i zdobywał kolejne awanse akademickie. Stopień naukowy doktora uzyskał w 1972 na podstawie pracy pt. O praktycznym stosowaniu analizy wielu zmiennych w zagadnieniach identyfikacji, przygotowanej pod kierunkiem prof. Tadeusza Calińskiego. Habilitował się w 1977 na podstawie dorobku naukowego i rozprawy pt. Statystyczna klasyfikacja sekwencyjna. Tytuł naukowy profesora nauk matematycznych został mu nadany w 1985. 
Pracuje jako profesor zwyczajny w Zakładzie Rachunku Prawdopodobieństwa i Statystyki Matematycznej WMiI UAM, którego był wieloletnim kierownikiem od 1980 roku. Na macierzystym wydziale pełnił w latach 80. XX wieku funkcję dziekana (1985—1987) wówczas jeszcze niepodzielonego Wydziału Matematyki i Fizyki oraz funkcję dyrektora ówczesnego Instytutu Matematyki (1987—1990).  
W latach 1972–2012 był członkiem Komisji Statystyki Komitetu Matematyki PAN, w ramach której w latach 1991-2012 pełnił funkcję przewodniczącego. Jest członkiem Poznańskiego Towarzystwa Przyjaciół Nauk, Polskiego Towarzystwa Biometrycznego (przewodniczący w latach 1983-1989) oraz International Biometric Society. Ponadto pełni funkcję przewodniczącego sekcji statystyki matematycznej Polskiego Towarzystwa Statystycznego.  
Poza poznańskim UAM wykłada także w Państwowej Wyższej Szkole Zawodowej w Kaliszu oraz Wielkopolskiej Wyższej Szkole Społeczno-Ekonomicznej w Środzie Wielkopolskiej.
Jest synem Władysława i Teresy. Żonaty, ma dwóch synów. 

## Wybrane publikacje
Jest autorem i współautorem szeregu książek i artykułów naukowych, w tym m.in.:
- Statystyczna klasyfikacja sekwencyjna, wyd. UAM 1977
- Analiza dyskryminacyjna, Wydawnictwa Naukowo-Techniczne 1990, ISBN 83-204-1098-3
- podręcznik Wielowymiarowa analiza statystyczna, Rektor UAM 2000
- podręcznik Wykłady z teorii prawdopodobieństwa, Wydawnictwa Naukowo-Techniczne 2000, ISBN 83-204-2531-X
- podręcznik Podstawy wielowymiarowego wnioskowania statystycznego, Wydawnictwo Naukowe UAM 2009, ISBN 978-83-232-2104-3
- podręcznik Statystyka matematyczna, wiele wydań, Wyd. Naukowe UAM 2004, ISBN 83-232-1406-9
- Systemy uczące się. Rozpoznawanie wzorców, analiza skupień i redukcja wymiarowości (współautor), Wydawnictwa Naukowo-Techniczne 2008, ISBN 978-83-204-3459-0
- ponadto artykuły publikowane w takich czasopismach jak m.in. "Statistics in Transition" oraz "Colloquium Biometricum"[8][9][10].